# Andrena orbitalis
Andrena orbitalis Morawitz, 1872 è un insetto apoideo della famiglia Andrenidae.

## Ecologia
Gli insetti del genere Andrena sono frequentemente chiamati in causa quali insetti impollinatori di orchidee del genere Ophrys. Tale relazione è legata ad una somiglianza chimica tra le secrezioni cefaliche di questi insetti e alcune sostanze volatili prodotte dalle specie del genere Ophrys .
In particolare Andrena orbitalis è stata segnalata quale possibile insetto impollinatore di Ophrys fusca subsp. pallida.